# 惲本初

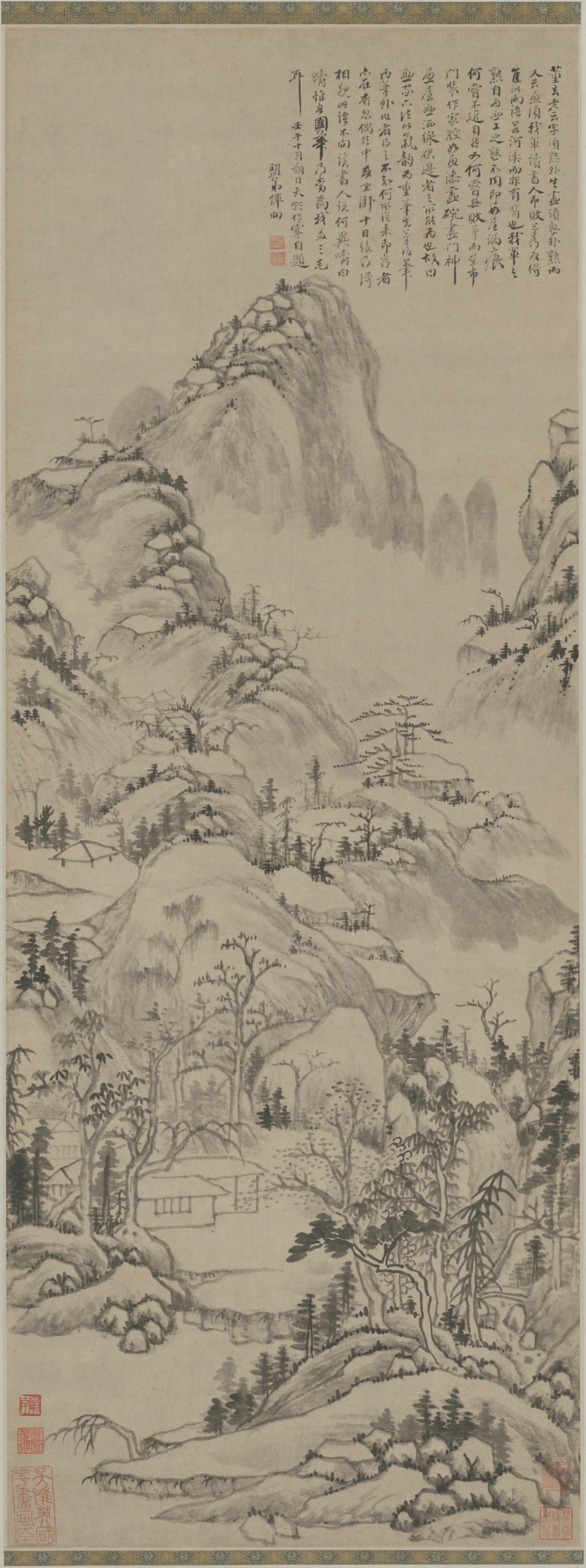
恽本初绘《山水图》（北京故宫博物院藏）

惲本初字道生，改名向，號香山。武進人。明末畫家、竟陵派文人。天啟四年，曾在北京與譚元春兄弟等人結成長安古意社，後加入復社。崇祯十六年（1643年），被推举为贤良方正。本初的畫師法前代董源、巨然的畫風。宋犖評價其畫時認為，本初早年用筆氣力深沈，晚期則內斂悠遠。黃賓虹將其措於倪瓚、黃公望之間。龔柴丈認為，惲本初的筆法得到了董源的真傳。徐沁的《明画录》评价他的画时称：“（本初）畫山水全師子久，蒼老雄渾。運筆處，悉以草聖書法相通，生趣勃勃。真士家最勝一流也。”其堂侄为恽寿平。